# Урал (Учалинський район)
Ура́л (рос. Урал, башк. Урал) — присілок у складі Учалинського району Башкортостану, Росія. Входить до складу Імангуловської сільської ради.
Населення — 147 осіб (2010; 161 в 2002).
Національний склад:
- башкири — 93%